# Laurens Hammond

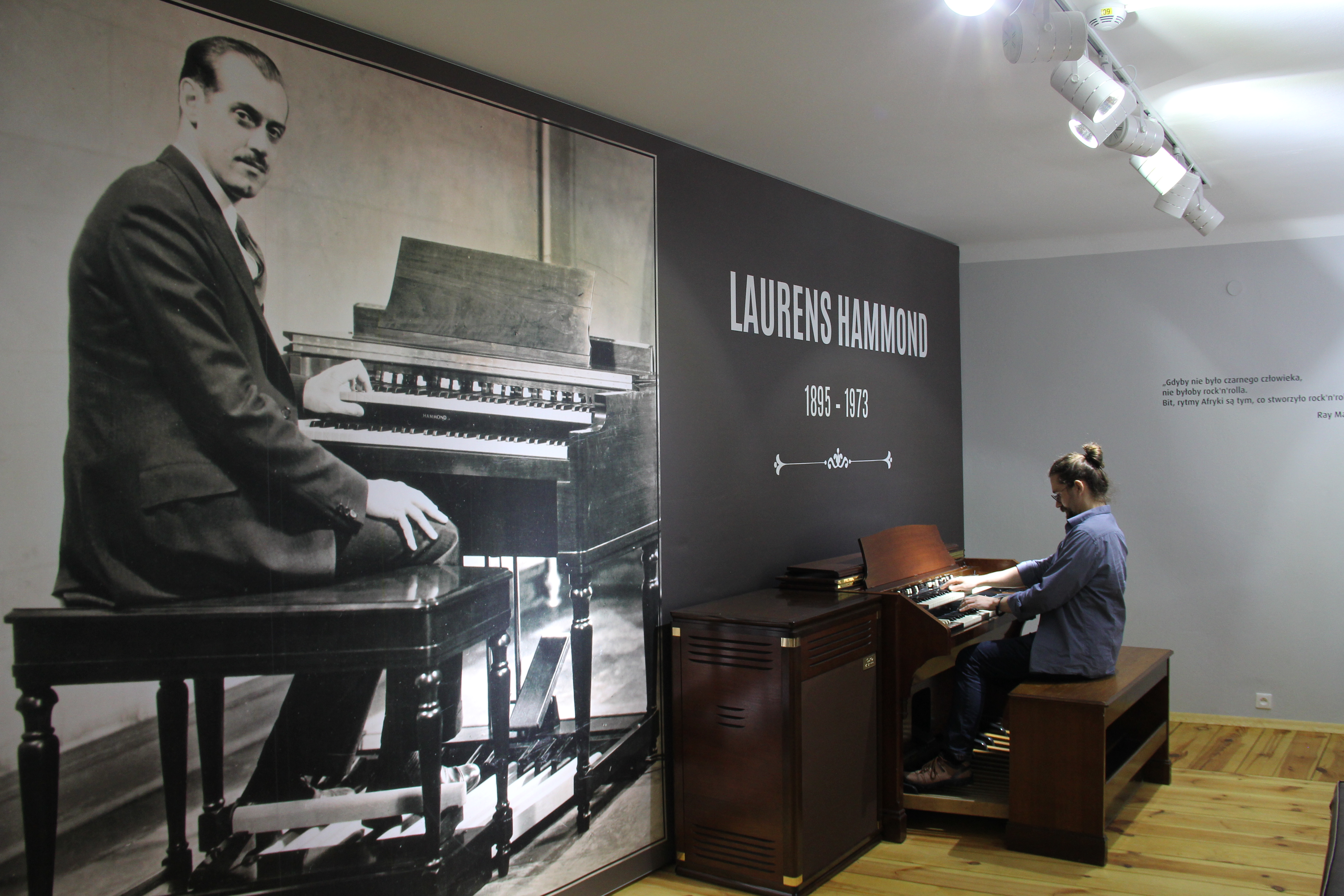
portret Laurensa Hammonda w Muzeum Hammonda w Kielcach

Laurens Hammond (ur. 11 stycznia 1895, zm. 3 lipca 1973) – amerykański inżynier i wynalazca organów Hammonda.
Laurens Hammond urodził się w Evanston, Illinois jako syn Williama Andrew i Idea Louise Strong Hammondów. Ukończył studia w 1916 r. na kierunku mechanika na Cornell University. Był żonaty z Roxaną Scoville i miał z nią jedną córkę Margaret, która wyszła za mąż za artystę polskiego pochodzenia Kazimira Karpuszko. 
Laurens Hammond wynalazł elektryczny silnik, który stał się podstawą do rozwoju generatora dźwięku, a to w rezultacie doprowadziło do powstania organów Hammonda. Złożył wniosek patentowy 19 stycznia 1934 roku. Zgodę na swój patent otrzymał 24 kwietnia tego samego roku. Pierwotnie organy Hammonda miały być alternatywą dla organów piszczałkowych w kościołach w USA. 
Laurens Hammond  opuścił stanowisko prezesa swojej firmy Hammond Clock Company w 1955 roku. Przeszedł na emeryturę w 1960 roku w wieku 65 lat. W ciągu swojego życia wdrożył 110 patentów. Zmarł 3 lipca 1973 roku w wieku 78 lat w Cornwall, Connecticut, gdzie został pochowany.
W 2017 roku w Kielcach powstało Muzeum Hammonda. 15 maja 2021 roku odbyło się otwarcie nowej siedziby Muzeum Hammonda (jako oddziału Domu Środowisk Twórczych) przy ul. Zamkowej 5 w Kielcach (w Pałacu Tomasza Zielińskiego).

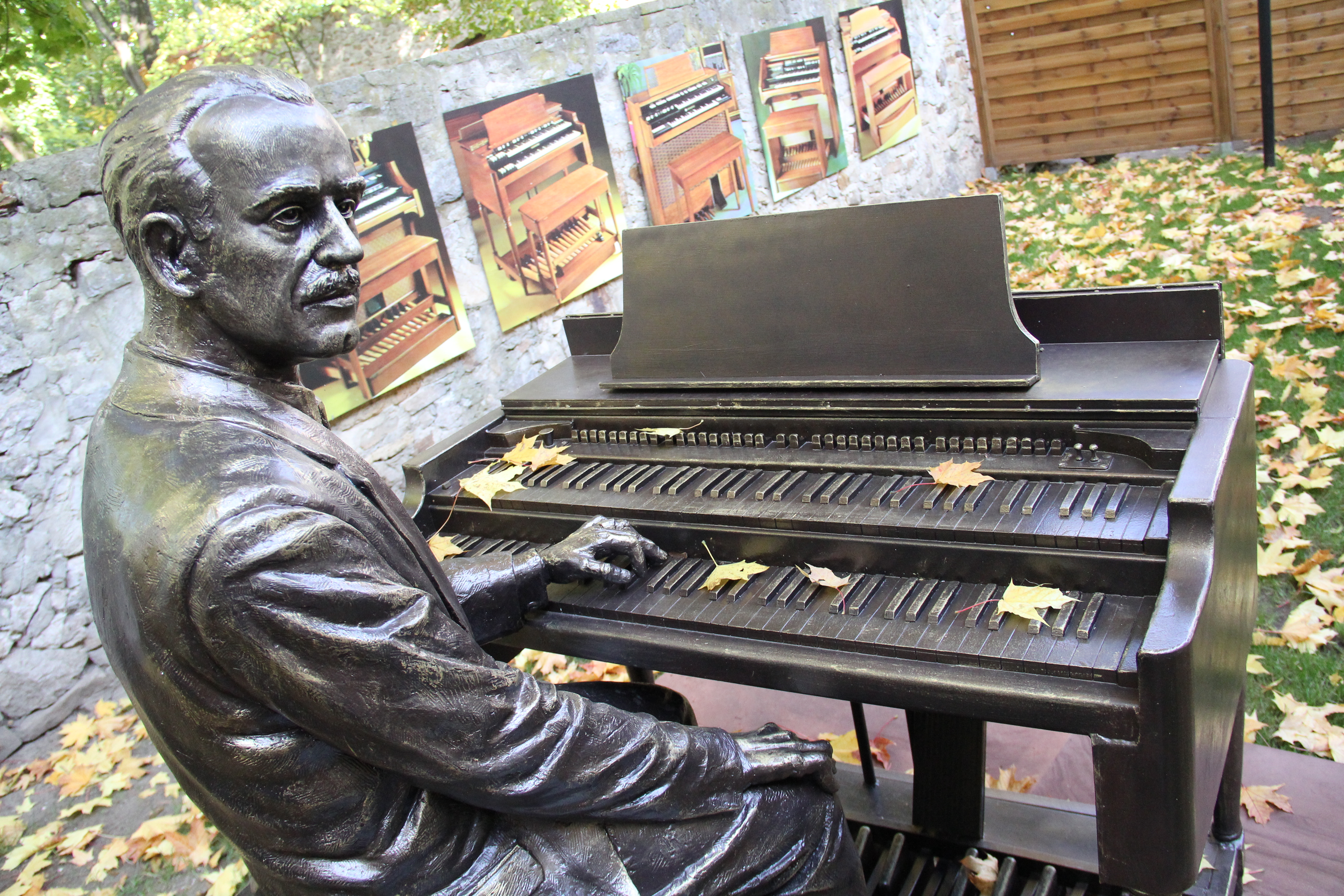
Rzeźba Laurensa Hammonda w Muzeum Hammonda w Kielcach
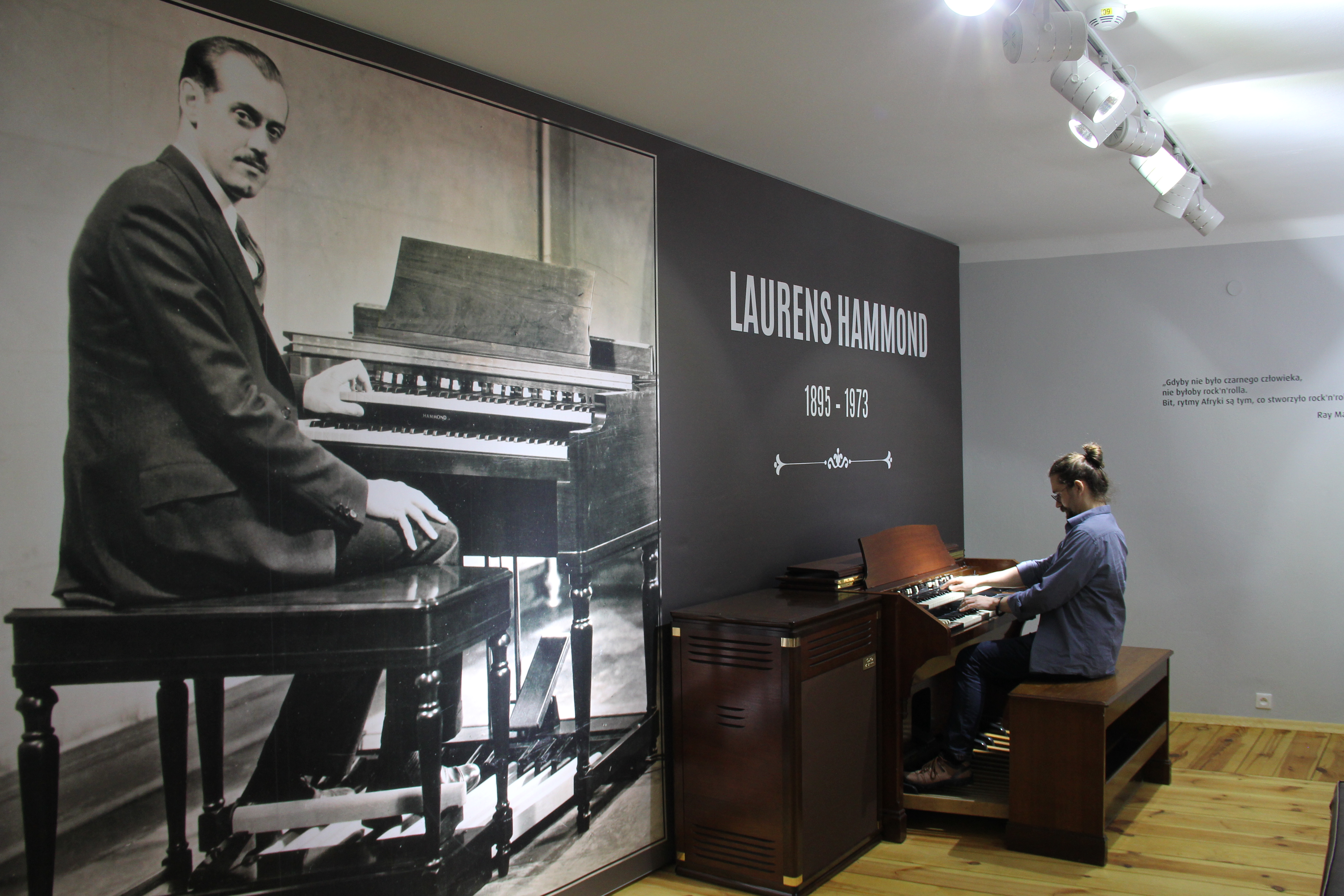
Portret Laurensa Hammonda w Muzeum Hammonda w Kielcach
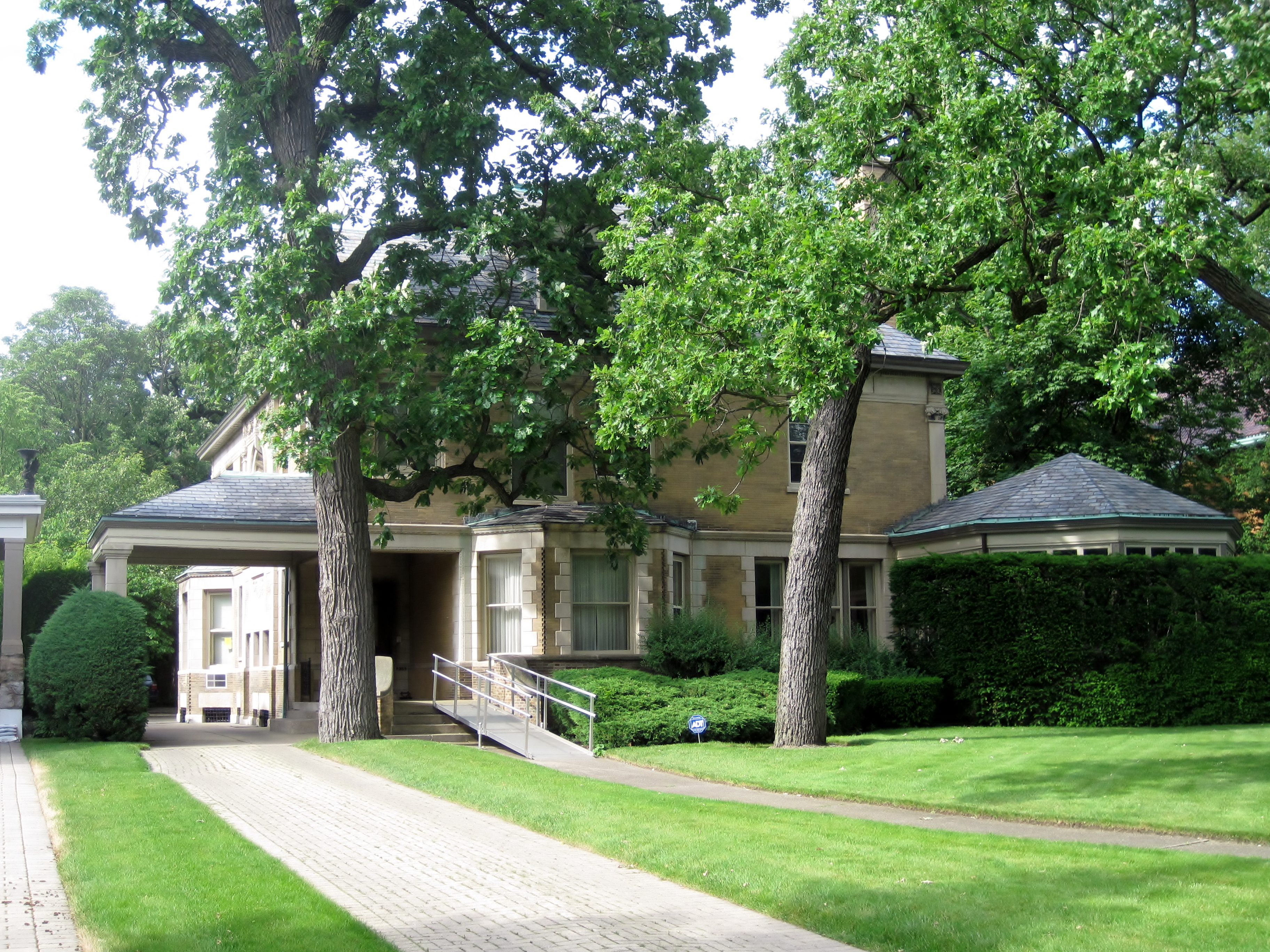
Dom rodzinny Laurensa Hammonda
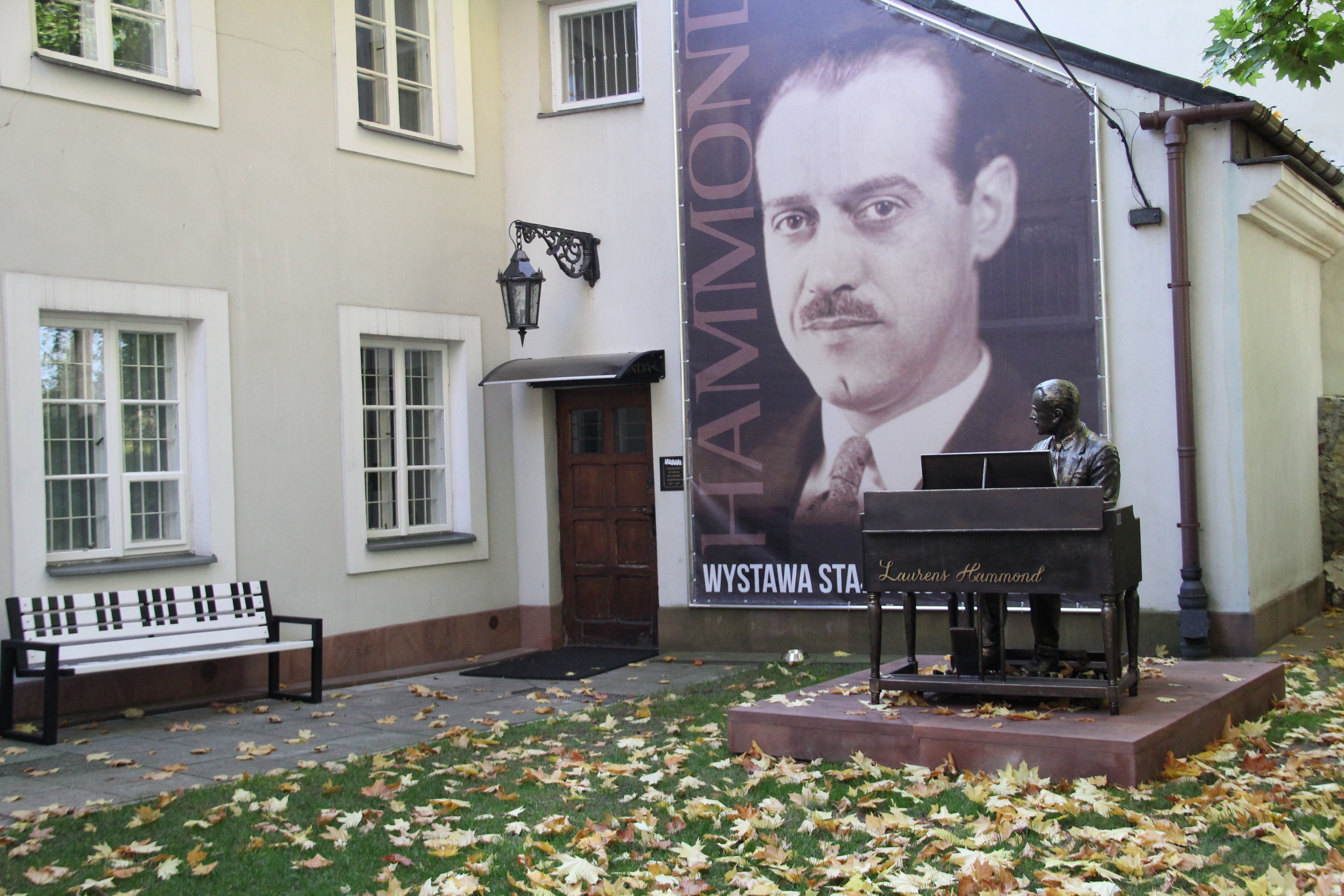
Portret Laurensa Hammonda w Muzeum Hammonda w Kielcach